# Strandiana
Strandiana is een geslacht van halfvleugeligen uit de familie Aphrophoridae. De wetenschappelijke naam van dit geslacht is voor het eerst geldig gepubliceerd in 1936 door Lallemand.

## Soorten
Het geslacht Strandiana  is monotypisch en omvat slechts de volgende soort:
- Strandiana longipennis (Lallemand, 1924)